# Saint-Jean-Saverne
Saint-Jean-Saverne è un comune francese di 625 abitanti situato nel dipartimento del Basso Reno nella regione del Grand Est.

## Società

### Evoluzione demografica
Abitanti censiti